# Al-Kasim ibn Ubajd Allah
Al-Kasim ibn Ubajd Allah (arab. ‏القاسم بن عبيد الله‎; zm. październik 904 roku w Bagdadzie) – wyższy urzędnik kalifatu Abbasydów, który pełnił funkcję wezyra od kwietnia 901 do października 904 roku.

## Biografia
Al-Kasim ibn Ubajd Allah pochodzi z rodziny chrześcijańskiej rodziny nestoriańskiego pochodzenia. Jego rodzina służyła kalifom za czasów Umajjadów. Sulajman ibn Wahb (dziadek), Ubajd Allah ibn Sulajman (ojciec), oraz dwójka synów: Al-Husajn ibn al-Kasim i Muhammad ibn al-Kasim, pełnili funkcję wezyrów.
Po śmierci ojca został mianowany wezyrem przez kalifa Al-Mu’tadida i pełnił tę funkcję do pierwszych lat kalifatu kalifa Al-Muktafiego. Al-Kasim miał dużą dominację nad młodym Al-Muktafim, który obdarzył go tytułem Wali ad-Dawla (arab. ‏ولي الدولة‎, "Obrońca Dynastii") i oddał mu jedną ze swoich córek dla jednego z jego synów.
Gdy Al-Mu’tadid zmarł 5 kwietnia 902 roku, Al-Muktafi zastąpił go bez sprzeciwu. Al-Kasim ibn Ubajd Allah, nakazał złożenie przysięgi wierności w jego imieniu i podjął środki ostrożności, zamykając wszystkich książąt Abbasydów do czasu przybycia Al-Muktafiego z Rakki do Bagdadu (20 kwietnia).